# Малыбай (Павлодарская область)
Малыбай (каз. Малыбай) — село в Аккулинском районе Павлодарской области Казахстана. Расположено в 126 км к юго-востоку от областного центра — Павлодара и в 60 км к северо-востоку от районного центра — села Аккулы. Административный центр Малыбайского сельского округа. Код КАТО — 555255100.

## История
Село было названо по полусолёному озеру Малыбай, а само озеро по антропониму, по легенде в честь батыра Майлыбая из племени Керей.
Малыбай был центральной усадьбой бывшего Лебяжинского райспецхозобъединения (РСХО), образованного на базе совхоза «Майлыбайский», возникшего в 1958 году на месте колхоза.

## Население
В 1985 году в селе проживало 952 человек. В 1999 году население села составляло 688 человек (328 мужчин и 360 женщин). По данным переписи 2009 года, в селе проживал 541 человек (258 мужчин и 283 женщины).